# Serjania
Serjania är ett släkte av kinesträdsväxter. Serjania ingår i familjen kinesträdsväxter.

## Dottertaxa tillSerjania, i alfabetisk ordning[1]
- Serjania acoma
- Serjania aculeata
- Serjania acuminata
- Serjania acupunctata
- Serjania acuta
- Serjania acutidentata
- Serjania adenophylla
- Serjania adiantoides
- Serjania adusta
- Serjania albida
- Serjania allenii
- Serjania altissima
- Serjania aluligera
- Serjania ampelopsis
- Serjania amplifolia
- Serjania angusta
- Serjania atrolineata
- Serjania bahiana
- Serjania brachycarpa
- Serjania brachylopha
- Serjania brachyphylla
- Serjania brachyptera
- Serjania brachystachya
- Serjania bradeana
- Serjania brevipes
- Serjania brevipetiolata
- Serjania californica
- Serjania calimensis
- Serjania calligera
- Serjania cambessedeana
- Serjania caracasana
- Serjania carautae
- Serjania cardiospermoides
- Serjania chacoensis
- Serjania chaetocarpa
- Serjania chartacea
- Serjania circumvallata
- Serjania cissoides
- Serjania clematidea
- Serjania clematidifolia
- Serjania columbiana
- Serjania comata
- Serjania communis
- Serjania confertiflora
- Serjania coradinii
- Serjania corindifolia
- Serjania cornigera
- Serjania corrugata
- Serjania crassifolia
- Serjania crassinervis
- Serjania cuneolata
- Serjania curassavica
- Serjania cuspidata
- Serjania cystocarpa
- Serjania darcyi
- Serjania dasyclados
- Serjania decemstriata
- Serjania deflexa
- Serjania deltoidea
- Serjania dentata
- Serjania depauparata
- Serjania dibotrya
- Serjania didymadenia
- Serjania diffusa
- Serjania divaricaticocca
- Serjania diversifolia
- Serjania dumicola
- Serjania dura
- Serjania elegans
- Serjania elongata
- Serjania emarginata
- Serjania equestris
- Serjania erecta
- Serjania eriocarpa
- Serjania erythrocaulis
- Serjania espiritosantensis
- Serjania eucardia
- Serjania faveolata
- Serjania filicifolia
- Serjania flaviflora
- Serjania fluminensis
- Serjania foveata
- Serjania fusca
- Serjania fuscifolia
- Serjania fuscopunctata
- Serjania fuscostriata
- Serjania glabrata
- Serjania glandulosa
- Serjania glutinosa
- Serjania goniocarpa
- Serjania gracilis
- Serjania grammatophora
- Serjania grandiceps
- Serjania grandidens
- Serjania grandifolia
- Serjania grandis
- Serjania grazielae
- Serjania grosii
- Serjania hamuligera
- Serjania hatschbachii
- Serjania hebecarpa
- Serjania herteri
- Serjania heterocarpa
- Serjania hispida
- Serjania ichthyctona
- Serjania impressa
- Serjania incisa
- Serjania inebrians
- Serjania inflata
- Serjania inscripta
- Serjania insignis
- Serjania itatiaiensis
- Serjania lachnocarpa
- Serjania laevigata
- Serjania lamelligera
- Serjania lamprophylla
- Serjania lancistipula
- Serjania laruotteana
- Serjania lateritia
- Serjania laxiflora
- Serjania leptocarpa
- Serjania lethalis
- Serjania leucosepala
- Serjania lineariifolia
- Serjania littoralis
- Serjania lobulata
- Serjania longipes
- Serjania longistipula
- Serjania lucianoi
- Serjania lundellii
- Serjania macrocarpa
- Serjania macrococca
- Serjania macrostachya
- Serjania magnistipulata
- Serjania mansiana
- Serjania marginata
- Serjania matogrossensis
- Serjania membranacea
- Serjania meridionalis
- Serjania mexicana
- Serjania microphylla
- Serjania minutiflora
- Serjania morii
- Serjania mucronulata
- Serjania multiflora
- Serjania neei
- Serjania nigricans
- Serjania nipensis
- Serjania noxia
- Serjania nutans
- Serjania oaxacana
- Serjania oblongifolia
- Serjania obtusidentata
- Serjania occidentalis
- Serjania ochroclada
- Serjania orbicularis
- Serjania ovalifolia
- Serjania oxyphylla
- Serjania oxytoma
- Serjania paleata
- Serjania palmeri
- Serjania paludosa
- Serjania paniculata
- Serjania pannifolia
- Serjania papilio
- Serjania paradoxa
- Serjania paranensis
- Serjania parvifolia
- Serjania paucidentata
- Serjania pedicellaris
- Serjania pernambucensis
- Serjania perulacea
- Serjania peruviana
- Serjania pinnatifolia
- Serjania piscatoria
- Serjania platycarpa
- Serjania plicata
- Serjania pluvialiflorens
- Serjania polyphylla
- Serjania polystachya
- Serjania prancei
- Serjania psilophylla
- Serjania pteleifolia
- Serjania pterantha
- Serjania pteropoda
- Serjania punctata
- Serjania punctulata
- Serjania purpurascens
- Serjania pyramidata
- Serjania racemosa
- Serjania rachiptera
- Serjania regnellii
- Serjania rekoi
- Serjania reticulata
- Serjania rhombea
- Serjania rhytidococca
- Serjania rigida
- Serjania rubicaulis
- Serjania rubicunda
- Serjania rufa
- Serjania rufisepala
- Serjania rutifolia
- Serjania salzmanniana
- Serjania schiedeana
- Serjania scopulifera
- Serjania serrata
- Serjania setigera
- Serjania setulosa
- Serjania simulata
- Serjania sinuata
- Serjania souzana
- Serjania sphaerococca
- Serjania sphenocarpa
- Serjania squarrosa
- Serjania striata
- Serjania striolata
- Serjania subdentata
- Serjania subimpunctata
- Serjania suborbicularis
- Serjania subrotundifolia
- Serjania subtriplinervis
- Serjania sufferruginea
- Serjania tailloniana
- Serjania tenuifolia
- Serjania tenuis
- Serjania thoracoides
- Serjania trachygona
- Serjania trichomisca
- Serjania tricostata
- Serjania trifoliata
- Serjania tripleuria
- Serjania triquetra
- Serjania trirostris
- Serjania tristis
- Serjania truncata
- Serjania unguiculata
- Serjania unidentata
- Serjania valerioi
- Serjania velutina
- Serjania vesicosa
- Serjania yucatanensis